# Potkralj
Potkralj (eng. viceroy), državni namjesnik koji vlada nekom zemljom, provincijom ili kolonijom u ime monarha. Teritorij kojim upravlja naziva se potkraljevstvo (eng. viceroyalty).
U Hrvatskoj položaj potkralja obnašao je, u određenim razdobljima prošlosti, hrvatski ban. U Indiji su predstavnici britanske administracije nosili naslov potkralja Indije (od 1858.). U španjolskim kolonijama u Americi, osnovana su Vicekraljevstvo Nova Španjolska (1535.), Potkraljevstvo Nove Grande (1717.) i Potkraljevstvo Río de la Plata (1776.).